# Melanotrichus eurotiae
Melanotrichus eurotiae är en insektsart som beskrevs av Knight 1968. Melanotrichus eurotiae ingår i släktet Melanotrichus och familjen ängsskinnbaggar. Inga underarter finns listade i Catalogue of Life.